# Chris Wyse

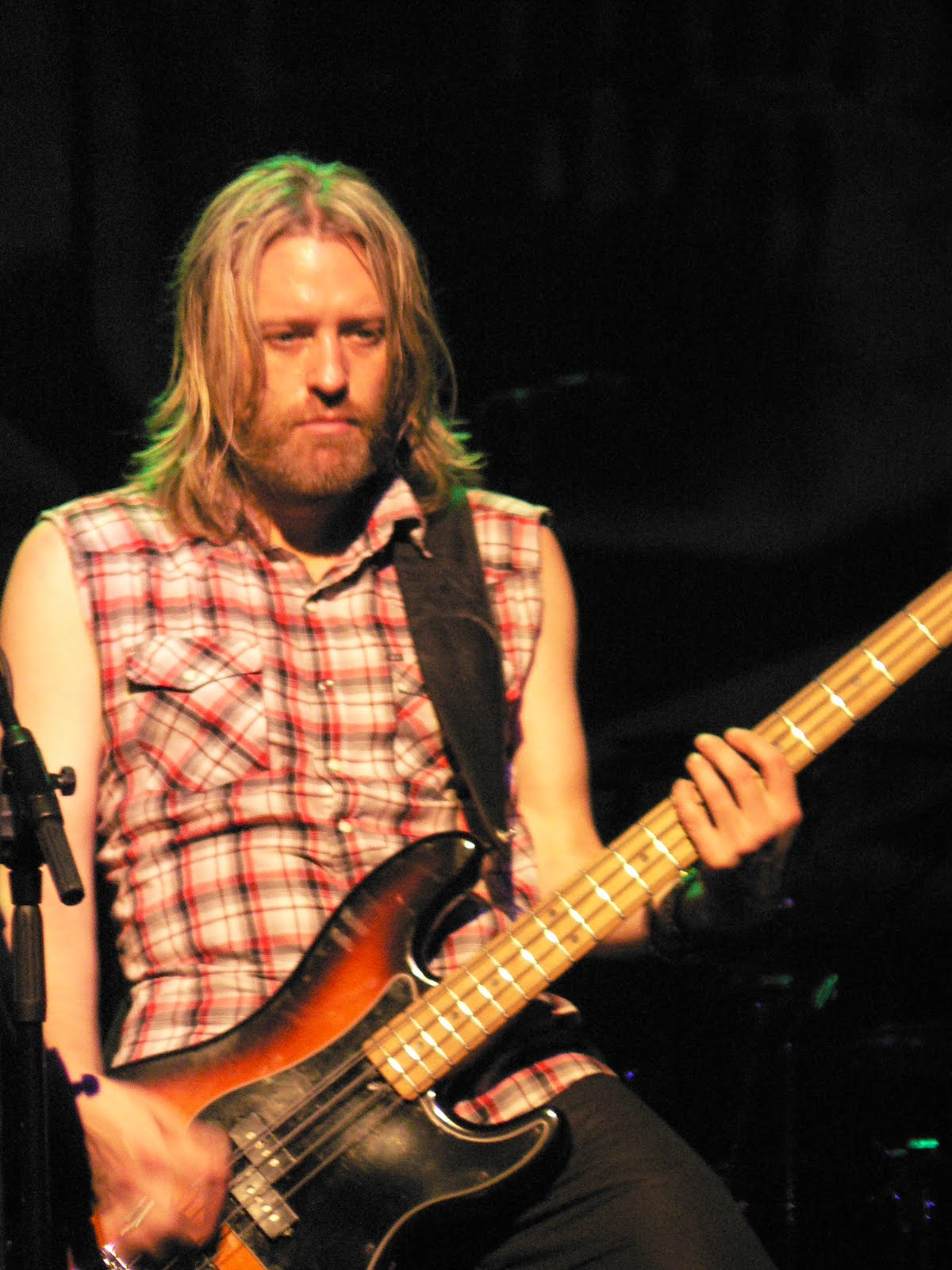
Chris Wyse (2011)

Chris Wyse (* 15. Juli 1969 in Queens, New York) ist ein US-amerikanischer Bassist und Sänger, der für seine Auftritte mit Jerry Cantrell, The Cult, Ozzy Osbourne, JC und Mick Jagger bekannt ist. Wyse spielt seit 2006 bei The Cult und ist der Sänger und Bassist von Owl, einer Band, die er im Jahr 2007 gegründet hat.

## Werdegang
Wyse gehört zur ersten Generation Amerikaner mit irischer Abstammung und wurde in Queens, New York geboren. Er entdeckte die Musik von Kiss, The Doors und Led Zeppelin in der Grundschule und wurde von Iron Maidens Steve Harris inspiriert, Bass zu spielen. Zuerst spielte er in lokalen New Yorker Bands. Dort wurde schon früh sein innovatives Bass-Spiel erkannt.
Nach einer erfolgreichen Zusammenarbeit als Studiomusiker für Steve Vai zog Wyse im Jahre 1990 nach Los Angeles. Nach Auftritten mit Künstlern wie Chris Pitman und Paul D’Amour arbeitete Wyse mit dem Produzenten Bob Rock zusammen. Im Jahr 2001 spielte Wyse auf dem The Cult-Album „Beyond Good and Evil“ mit, das Rock produzierte. Im Jahr 2006 wurde er Vollzeit-Bassist von The Cult, tourte weltweit mit der Band und arbeitete auch am nächsten Album der Band mit. Im Jahr 2004 wurde Wyse für Ozzy Osbourne vom Schlagzeuger Mike Bordin rekrutiert. Er spielte auf Ozzys Under Cover Album.

## Diskografie
| Jahr | Künstler                         | Titel                                               | Instrument                                     |
| ---- | -------------------------------- | --------------------------------------------------- | ---------------------------------------------- |
| 2013 | Owl                              | The Right Thing                                     | Gesang, Bass, Kontrabass, Komponist, Produzent |
| 2012 | The Cult                         | Choice of Weapon                                    | Bass, Kontrabass, Komponist                    |
| 2009 | Owl                              | Owl                                                 | Gesang, Bass, Kontrabass, Komponist, Produzent |
| 2008 | Various Artists                  | We Wish You A Metal Xmas And A Headbanging New Year | Bass                                           |
| 2007 | The Cult                         | Born Into This                                      | Bass, Komponist                                |
| 2005 | Ozzy Osbourne                    | Prince of Darkness                                  | Bass                                           |
| 2005 | Ozzy Osbourne                    | Under Cover                                         | Bass                                           |
| 2004 | JC                               | Greatest Hits 2                                     | Bandmitglied – Digital Remaster Release 2013   |
| 2003 | JC                               | Greatest Hits 1                                     | Bandmitglied – Digital Remaster Release 2013   |
| 2001 | The Cult                         | Beyond Good and Evil                                | Bass                                           |
| 2001 | Mick Jagger                      | Goddess In the Doorway                              | Bass                                           |
| 2001 | Various Artists                  | Broken Machine: A Tribute To Nine Inch Nails        | Bass, Kontrabass, Produzent                    |
| 2001 | Owl                              | Flammable: A Tribute To The Red Hot Chili Peppers   | Bass, Kontrabass, Produzent                    |
| 2000 | Nina Gordon                      | Tonight and the Rest Of My Life                     | Kontrabass                                     |
| 1999 | Tal Bachman                      | Tal Bachman                                         | Bass                                           |
| 1999 | Scott Weiland's Big Blue Missile | The Spy Who Shagged Me OST                          | Bass                                           |